# Демба (Пйотрковський повіт)
Демба (пол. Dęba) — село в Польщі, у гміні Ренчно Пйотрковського повіту Лодзинського воєводства.
Населення — 303 особи (2011).
У 1975-1998 роках село належало до Пйотрковського воєводства.

## Демографія
Демографічна структура станом на 31 березня 2011 року:
|          | Загалом | Допрацездатний вік | Працездатний вік | Постпрацездатний вік |
| -------- | ------- | ------------------ | ---------------- | -------------------- |
| Чоловіки | 148     | 24                 | 102              | 22                   |
| Жінки    | 155     | 34                 | 66               | 55                   |
| Разом    | 303     | 58                 | 168              | 77                   |